# Rhipsalis cuneata
Rhipsalis cuneata ist eine Pflanzenart in der Gattung Rhipsalis aus der Familie der Kakteengewächse (Cactaceae).

## Beschreibung
Rhipsalis cuneata wächst epiphytisch und strauchig mit mehr oder weniger hängenden Trieben mit unbegrenztem Wachstum, die akrotonisch verzweigen. Die grünen, dünnen, abgeflachten Triebe sind länglich bis spatelig und an ihrer Basis keilförmig. Sie sind 8 bis 12 Zentimeter lang und bis zu 7 Zentimeter breit. Der Rand ist tief gelappt bis gekerbt. Die Areolen sind mit ein bis zwei Borsten besetzt.
Die einzelnen Blüten wurden bisher nicht beschrieben. Die kugelförmigen Früchte sind weiß. Die Art ist nur ungenügend bekannt.

## Verbreitung, Systematik und Gefährdung
Rhipsalis cuneata ist in den brasilianischen Bundesstaaten Minas Gerais, Rio de Janeiro, São Paulo, Paraná und Santa Catarina in Wäldern bis in Höhenlagen von 2000 Metern verbreitet.
Die Erstbeschreibung erfolgte 1923 durch Nathaniel Lord Britton und Joseph Nelson Rose.
In der Roten Liste gefährdeter Arten der IUCN wird die Art als „Least Concern (LC)“, d. h. als nicht gefährdet geführt.

## Nachweise